# Wybrand Hendriks

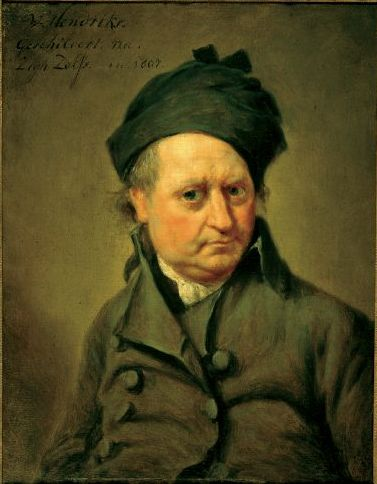
Zelfportret van Wybrand Hendriks, 1807

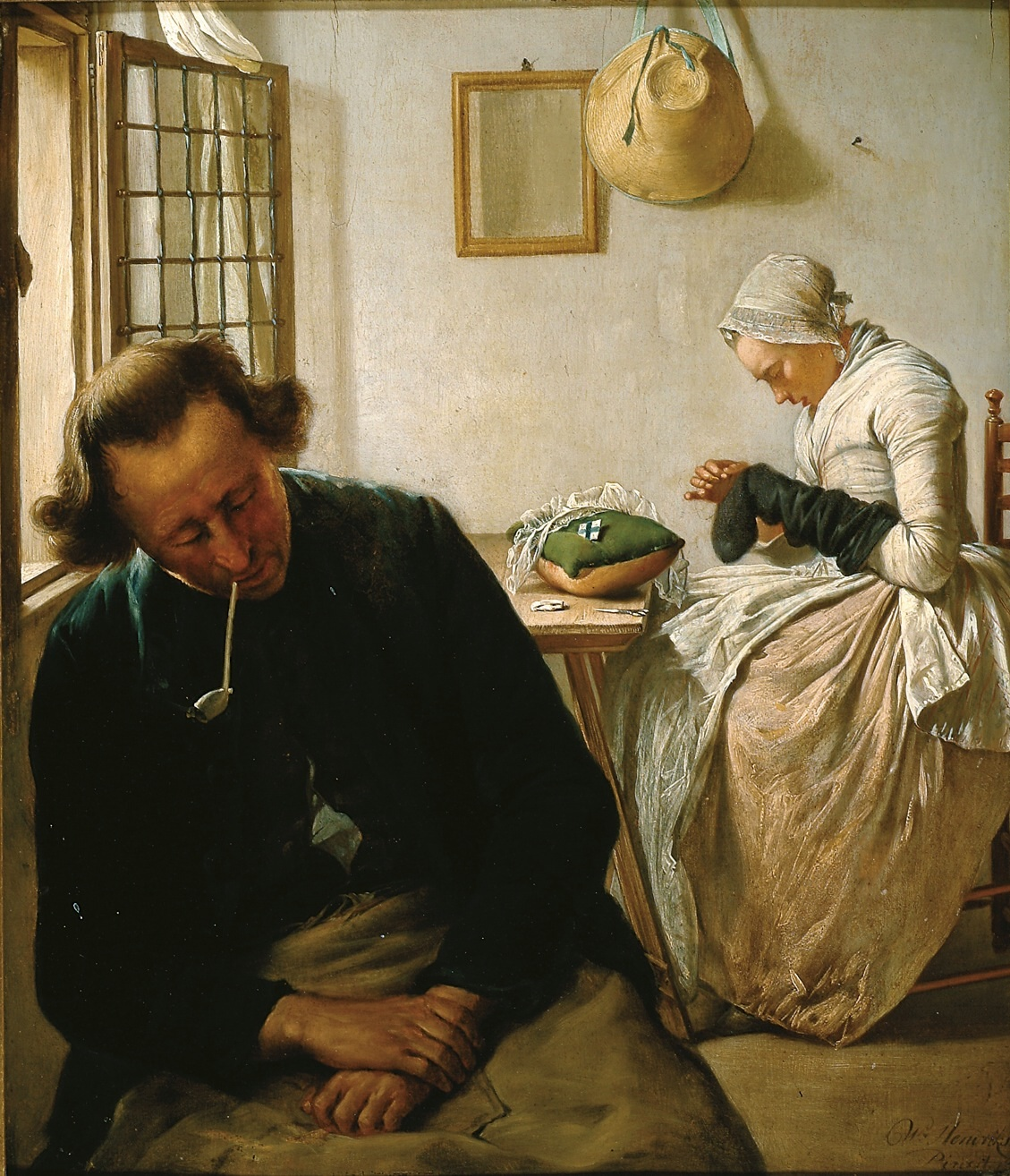
Interieur met slapende man en kousenstoppende vrouw, circa 1820.

Wybrand Hendriks (Amsterdam, 24 juni 1744 – Haarlem, 28 januari 1831) was een Nederlands kunstschilder. Daarnaast was hij vanaf 1785 opzichter van de Kunstverzamelingen en gastheer in Teylers Museum. Hendriks is vooral bekend vanwege zijn portretschilderingen.

## Biografie
Volgens het Rijksbureau voor Kunsthistorische Documentatie (RKD) leerde Hendriks schilderen tijdens zijn werk voor het behangselbedrijf van Johannes Remmers in Amsterdam. In 1772 nam Hendriks het behangselbedrijf van Anthonie Palthe over. In 1775 trouwde Wybrand Hendriks met Agatha Ketel, de weduwe van Anthonie Palthe (in 1773 had Hendriks een tekening van haar in rouwkleding gemaakt). In de jaren tachtig van de 18e eeuw was Hendriks vijf jaar lang een van de directeuren van de Haarlemse Tekenacademie. Van 1786 tot 1819 was Hendriks kastelein van de Teylers Stichting, hij woonde in het Fundatiehuis en was voornamelijk werkzaam als curator van de kunstcollectie. Hendriks schilderde daarnaast zelf, en heeft enkele schilderijen gemaakt in en rond het Teylers Museum, bijvoorbeeld van de directeuren, de Ovale zaal en de binnenplaats van het Fundatiehuis. Zijn schilderij op de binnenplaats van het Fundatiehuis en van de Ovale Zaal lijken met bolle spiegels en andere optische hulpmiddelen gemaakt te zijn, de perspectieven zijn namelijk onmogelijk. Daarnaast heeft hij vele veilingen in Nederland afgereisd om tekeningen voor de collectie te kopen. Deze tekeningen beheerde hij ook, bij dit beheer hoorde ook het restaureren en soms ook bijwerken en aanvullen van tekeningen. Hendriks had zijn atelier in de oude tekenkamer van Teylers tekenacademie, welke naar het stadhuis verhuisd was. In 1785 volgde Hendriks Vincent Jansz van der Vinne op, Van der Vinne was na conflict met directeur Martinus van Marum vertrokken. Hij was als curator betrokken bij de aankoop van 1700 werken uit de verzameling van Christina I van Zweden, de Collectie Odescalchi, in 1790. In deze verzameling bevonden zich onder andere werken van Michelangelo en Raphael, welke tot de huidige topstukken van het museum behoren.
In 1802 overleed Agatha Ketel, Hendriks echtgenote, in 1806 hertrouwde Wybrand Hendriks met Geertruid Harmsen, weduwe van J. Radeker (de stadsorganist van Haarlem), Geertruid Harmsen overleed in 1817.
In 1819 verhuisde Hendriks naar een pand aan de Oude Gracht in Haarlem, waar hij in 1831, op 86-jarige leeftijd, overleed.
Hendriks was ook regent van het Gasthuis, lid van het stadsbestuur van Haarlem en lid van de volksclub die de Bataafse Omwenteling ondersteunde.

## Schilder
Hendriks maakte onder andere schilderijen van: Jacob van der Vos sr., Christiaan Scholten, Christiaan van Orsoy, Jan Petrus Scholten van Aschat, Frederik Alexander Vernède, Wernerus Köhne, Adriaan van der Willigen en Martinus van Marum

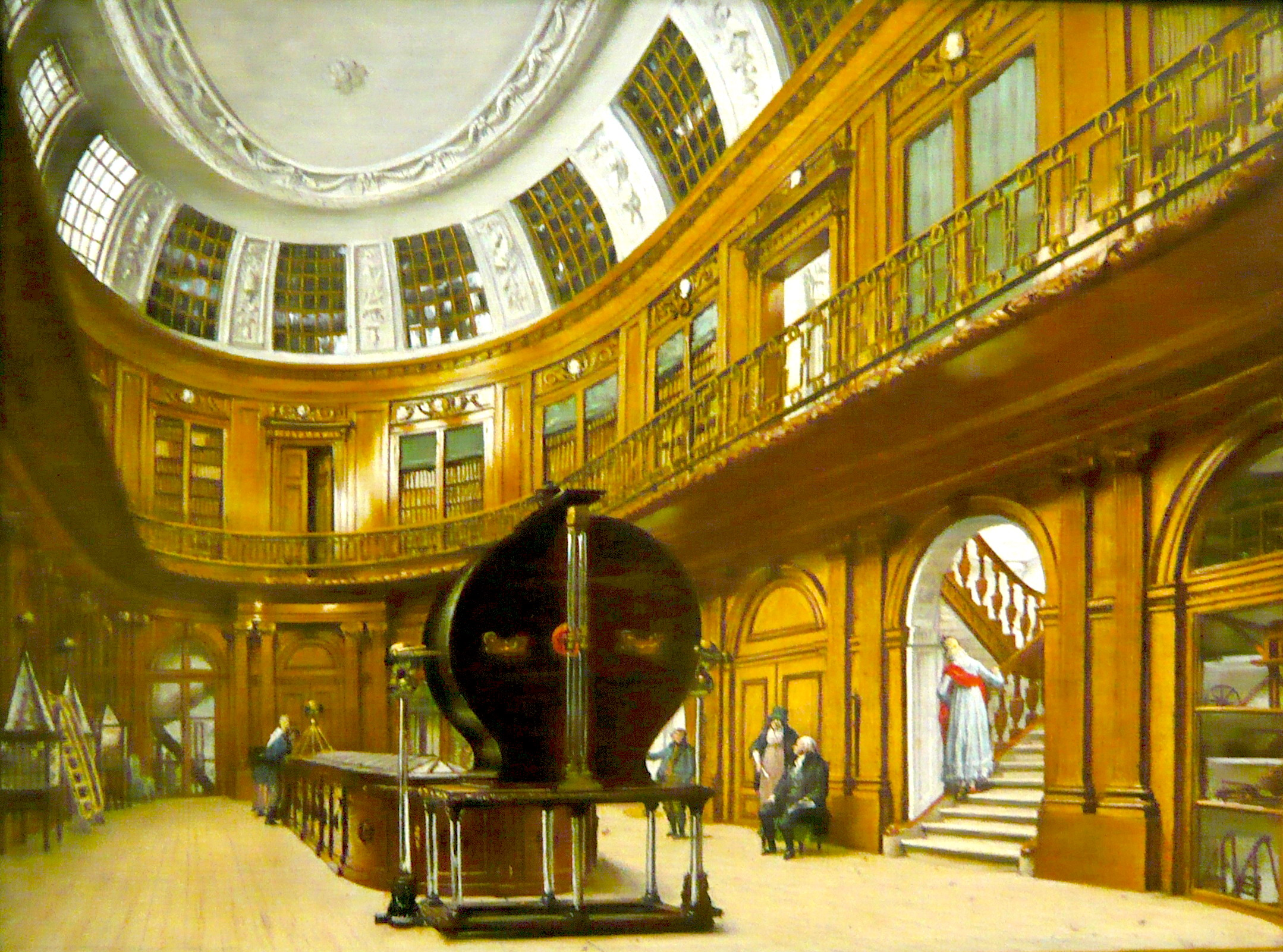
De Ovale Zaal in Teylers Museum geschilderd door Wybrand Hendriks.

Leerlingen van Hendriks waren: Hermanus van Brussel, Warnaar Horstink, Gerrit Johan van Leeuwen, Hendrina Alida Sollewijn, Abraham Vallenduuk en Jacobus Vrijmoet.
- Biografisch Portaal: 21967518
- Digitale Bibliotheek voor de Nederlandse Letteren: hend118
- Gemeinsame Normdatei: 135671051
- International Standard Name Identifier: 0000 0000 6685 7577
- Library of Congress Control Number: n2022031356
- Nederlandse Thesaurus van Auteursnamen: 070548285
- RKD-Nederlands Instituut voor Kunstgeschiedenis: 37479
- Système universitaire de documentation: 161573509
- Union List of Artist Names: 500029177
- Virtual International Authority File: 11068888